# Мркоци, Марко
Марко Франьевич Мркоци (серб. Марко Фрање Мркоци, хорв. Marko Franje Mrkoci; 18 сентября 1918, Познановец — 8 февраля 1997, Загреб) — югославский хорватский общественный деятель, участник Народно-освободительной войны Югославии, Народный герой Югославии. Брат Славко Мркоци, также Народного героя Югославии.

## Биография

### До войны
Родился 18 сентября 1918 в Познановаце (Хорватское Загорье) в бедной семье. отец работал на кирпичной фабрике «Загорка» в Бедековчине. Марко окончил профессиональное техническое училище по машиностроительной специальности и устроился на завод кожаных изделий в Познановаце. Продолжил работать в Загребе, Соблинаце, Славонском-Броде и других городах. В 1939 году был принят в Коммунистическую партию Хорватии.

### Война
Марко был призван незадолго до начала войны и вторжения немцев. После возвращения в родное село связался с партийной организацией, которая там работала с 1934 года, и занялся подготовкой к восстанию (закупкой оружия, вербовкой добровольцев и т.д.). В августе 1941 года выбрался с группой из 15 человек в лес Дубрава близ Познановаца, где вступил в первую схватку и получил лёгкое ранение. С марта 1942 года нёс службу в 1-й партизанской роте в звании командира взвода (сержанта). Участвовал на передовой в боях против усташей, отправлялся в составе экспедиционного отряда в Славонию, где несколько месяцев воевали против фашистов.
В конце 1942 года Марко снова отправился в Хорватское Загорье для расширения зоны партизанской войны, где выполнял различные задания не только по ликвидации отрядов противника, но по созданию органов самоуправления и отрядов самообороны на освобождённой территории, а также ликвидации коллаборационистов. Внёс вклад в формирование 2-го Загорского партизанского отряда. До конца войны был секретарём Крапинского окружного комитета Компартии Хорватии.

### После войны
После войны Марко Мркоци окончил высшую политшколу имени Джуро Джаковича и Высшую военную академию Белграда. Занимал следующие политические должности:
- Член ЦК Компартии Хорватии
- Депутат Скупщины СФРЮ (до 1974), член Комитета по созданию Конституции СФРЮ
- Секретарь провинциальных комитетов КПХ Кутины, Златара и Крапина

В качестве руководителя занимал следующие должности:
- Генеральный директор комбината «Югокерамика» (Загреб)
- Председатель Общества неметаллического производства Югославии
- Заместитель Председателя Скупщины Загреба по делам экономики
- Председатель Экономической палаты Загреба
- Гендиректор Кредитного банка Загреба (ушёл на пенсию)

Кавалер многих орденов и медалей. Народный герой Югославии (указ от 9 мая 1952).
Скончался 8 февраля 1997, похоронен на кладбище Мирогой.